# Wesley A. Brown

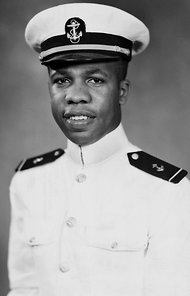
Wesley A. Brown (1949)

Wesley Anthony Brown (* 3. April 1927 in Baltimore, Maryland; † 22. Mai 2012) war ein US-amerikanischer Offizier der US Navy und Mitarbeiter der Howard University, der 1949 als erster Afroamerikaner ein Abschlussdiplom der US Naval Academy erwarb.

## Leben
Nach dem Besuch der Dunbar High School in Washington, D.C. begann er ein Studium an der Howard University, das er jedoch am 2. Mai 1944 unterbrach, um während des Zweiten Weltkrieges seinen Militärdienst in der US Navy zu leisten.

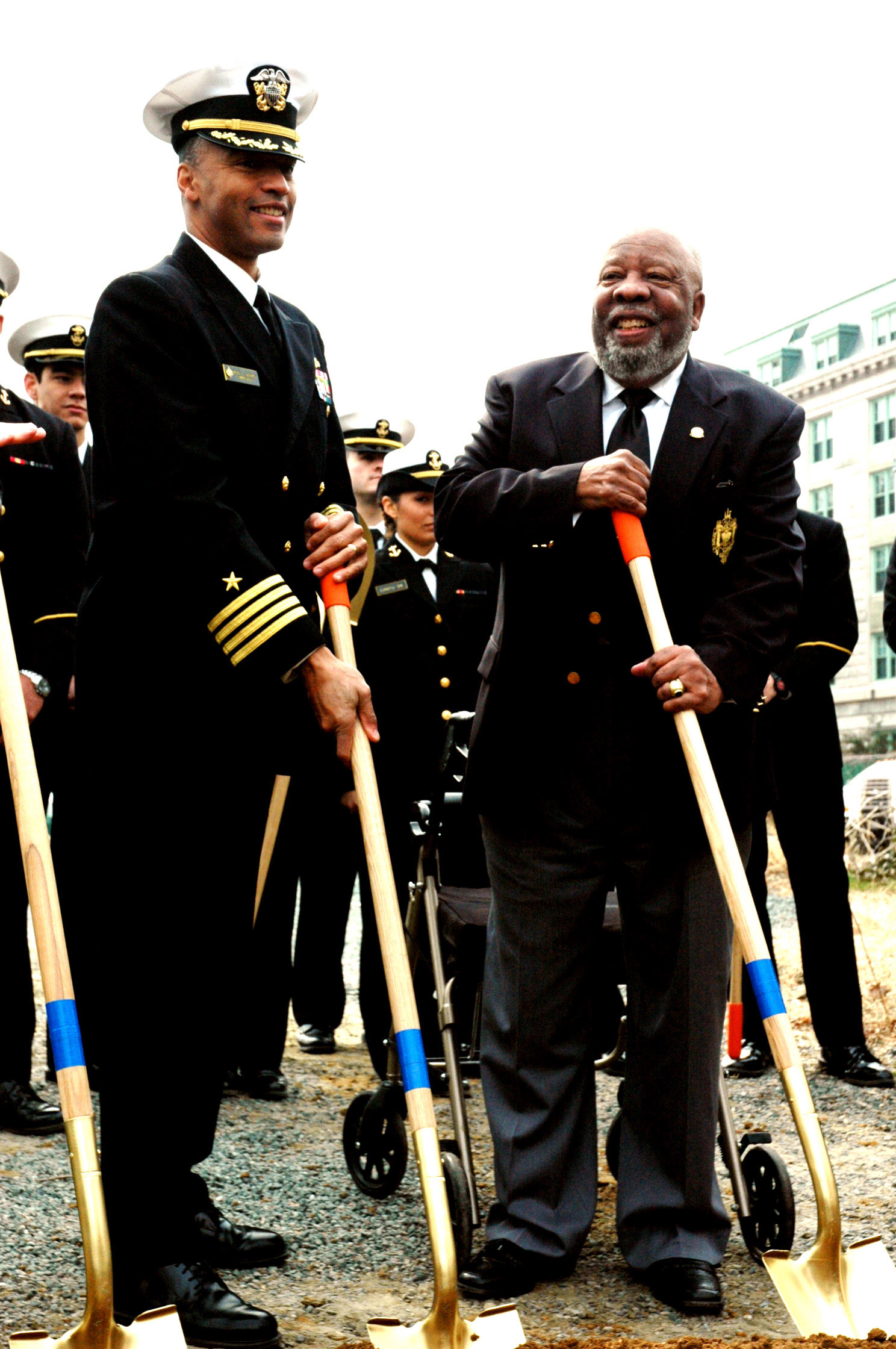
Brown (rechts) mit Kapitän zur See Bruce E. Grooms beim Spatenstich für das nach ihm benannte Wesley Brown Field House der US Naval Academy (2006)

Nach Kriegsende wurde er auf Vorschlag von Adam Clayton Powell, der von 1945 bis 1971 den Bundesstaat New York im US-Repräsentantenhaus vertrat, zur Offiziersausbildung in die US Naval Academy in Annapolis aufgenommen. Damit war er der sechste Afroamerikaner, der dort aufgenommen wurde, sowie bei seiner Graduierung am 3. Juni 1949 der erste Afroamerikaner, der ein Abschlussdiplom dieser Marineakademie erhielt. Während dieser Zeit nahm er für die Marine an zahlreichen Sportwettbewerben teil, darunter an Querfeldeinlaufwettbewerben in einem Team mit dem späteren US-Präsident Jimmy Carter.
Nach seiner Graduierung trat Brown in das Ingenieurkorps der US Navy ein und diente in diesem bis zum 30. Juni 1969. Brown, der zuletzt im Rang eines Lieutenant Commander diente, fand im Laufe seiner Dienstzeit unter anderem Verwendungen in Liberia, auf den Philippinen sowie der Guantanamo Bay Naval Base auf Kuba. Daneben kam er im Koreakrieg sowie Vietnamkrieg zum Einsatz.
Nach seinem Ausscheiden aus dem aktiven Militärdienst wurde er 1969 Zivilangestellter der Howard University und befasste sich dort bis zu seinem Eintritt in den Ruhestand 1988 mit der Analyse von Sportprogrammen und Sportwettbewerben.
Ihm zu Ehren wurde 2008 das Wesley Brown Field House der US Naval Academy eröffnet, das für das Sportprogramm der Marineakademie genutzt wird. Brown war beim Spatenstich des Gebäudes am 25. März 2006 mit dem damaligen Commandant of Midshipmen, Kapitän zur See Bruce E. Grooms, sowie bei der feierlichen Eröffnung des Gebäudes am 10. März 2008 mit Admiral Michael G. Mullen, Vorsitzender der Joint Chiefs of Staff, Vizeadmiral Jeffrey Fowler, Superintendent der US Naval Academy, und dem Gouverneur von Maryland, Martin O’Malley, anwesend.